# Didier Dheedene
Didier Dheedene (ur. 22 stycznia 1972 w Antwerpii) – piłkarz belgijski grający na pozycji środkowego obrońcy.

## Kariera klubowa
Dheedene pochodzi z Antwerpii. Karierę piłkarską rozpoczął w mieście Ekeren, położonym na przedmieściach tego miasta, w tamtejszym klubie Germinal. W sezonie 1990/1991 zadebiutował w pierwszej lidze belgijskiej. Rok później zaczął występować w pierwszym składzie Germinalu i wystąpił z nim w Pucharze UEFA. W 1997 roku dotarł z nim do finału Pucharu Belgii, jednak mecz ten wygrała 3:1 drużyna Club Brugge.
Latem 1997 roku Dheedene przeszedł do Anderlechtu. W stołecznej drużynie grał przez cztery sezony występując w pierwszym składzie i tworząc linię obrony z takimi zawodnikami jak Olivier Doll, Lorenzo Staelens, Glen De Boeck i Bertrand Crasson. W 2000 roku po raz pierwszy w karierze wywalczył mistrzostwo kraju, a w 2001 roku obronił z Anderlechtem tytuł mistrzowski. W tamtych dwóch latach zdobył też kolejne dwa belgijskie superpuchary.
W 2001 roku Dheedene odszedł z Anderlechtu do niemieckiego TSV 1860 Monachium. W niemieckiej Bundeslidze swój debiut zaliczył 28 lipca 2001 w przegranym 0:4 spotkaniu z 1. FC Kaiserslautern. W TSV 1860 grał przez jeden sezon i rozegrał 19 spotkań, w których zdobył jedną bramkę.
W 2002 roku Dheedene został zawodnikiem Austrii Wiedeń, a 9 lipca 2002 zadebiutował w pierwszej lidze austriackiej w zwycięskim 2:0 meczu z SV Ried. W 2003 roku wywalczył z Austrią dublet - mistrzostwo oraz Puchar Austrii, a latem wygrał także Superpuchar Austrii. W 2005 roku po raz drugi zdobył krajowy puchar, a w sezonie 2005/2006 drugi raz został mistrzem Austrii.
W 2006 roku Dheedene wrócił do Germinalu, występującego już pod nazwą Germinal Beerschot i mającego siedzibę w Antwerpii. W Germinalu Beerschot grał do 2009. W sezonie 2009/2010 był piłkarzem klubu Royal Cappellen FC, w którym zakończył karierę.
| Sezon   | Klub               | Kraj    | Rozgrywki      | Mecze | Bramki |
| ------- | ------------------ | ------- | -------------- | ----- | ------ |
| 1990/91 | Germinal Ekeren    | Belgia  | Jupiler League | 5     | 0      |
| 1991/92 | Germinal Ekeren    | Belgia  | Jupiler League | 20    | 0      |
| 1992/93 | Germinal Ekeren    | Belgia  | Jupiler League | 22    | 3      |
| 1993/94 | Germinal Ekeren    | Belgia  | Jupiler League | 29    | 4      |
| 1994/95 | Germinal Ekeren    | Belgia  | Jupiler League | 28    | 2      |
| 1995/96 | Germinal Ekeren    | Belgia  | Jupiler League | 32    | 1      |
| 1996/97 | Germinal Ekeren    | Belgia  | Jupiler League | 33    | 6      |
| 1997/98 | RSC Anderlecht     | Belgia  | Jupiler League | 28    | 4      |
| 1998/99 | RSC Anderlecht     | Belgia  | Jupiler League | 22    | 0      |
| 1999/00 | RSC Anderlecht     | Belgia  | Jupiler League | 23    | 0      |
| 2000/01 | RSC Anderlecht     | Belgia  | Jupiler League | 27    | 5      |
| 2001/02 | TSV 1860 Monachium | Niemcy  | Bundesliga     | 19    | 1      |
| 2002/03 | Austria Wiedeń     | Austria | Bundesliga     | 29    | 2      |
| 2003/04 | Austria Wiedeń     | Austria | Bundesliga     | 20    | 0      |
| 2004/05 | Austria Wiedeń     | Austria | Bundesliga     | 19    | 2      |
| 2005/06 | Austria Wiedeń     | Austria | Bundesliga     | 18    | 0      |
| 2006/07 | Germinal Beerschot | Belgia  | Jupiler League | 22    | 2      |
| 2007/08 | Germinal Beerschot | Belgia  | Jupiler League | 23    | 4      |
| 2008/09 | Germinal Beerschot | Belgia  | Jupiler League | 23    | 1      |
| 2009/10 | Cappellen FC       | Belgia  | Derde klasse   | 8     | 0      |

## Kariera reprezentacyjna
W reprezentacji Belgii Dheedene zadebiutował 28 lutego 2001 roku w wygranym 10:1 domowym spotkaniu eliminacji do Mistrzostw Świata 2002 z San Marino. Do 2004 roku rozegrał w kadrze narodowej 12 spotkań.